# ديلون نايلور
ديلون نايلور (بالإنجليزية: Dillon Naylor)‏ هو رسام كارتون أسترالي، ولد في 1968.